# Westfield (Indiana)
Westfield is een plaats (town) in de Amerikaanse staat Indiana, en valt bestuurlijk gezien onder Hamilton County.

## Demografie
Bij de volkstelling in 2000 werd het aantal inwoners vastgesteld op 9293.
In 2006 is het aantal inwoners door het United States Census Bureau geschat op 13.444, een stijging van 4151 (44,7%).

## Geografie
Volgens het United States Census Bureau beslaat de plaats een oppervlakte van
19,8 km², geheel bestaande uit land. Westfield ligt op ongeveer 286 m boven zeeniveau.

## Plaatsen in de nabije omgeving
De onderstaande figuur toont nabijgelegen plaatsen in een straal van 16 km rond Westfield.